# Biblioteca da Universidade de Gotemburgo
A Biblioteca da Universidade de Gotemburgo (em sueco Göteborgs universitetsbibliotek) é uma biblioteca universitária, pertencente à Universidade de Gotemburgo e localizada  na cidade de Gotemburgo, na Suécia.

## Organização
É constituída por oito bibliotecas departamentais e por uma biblioteca nacional de referência:

- Biblioteca da Música e das Artes Dramáticas (Biblioteket för musik och dramatik)
- Biblioteca Biomédica (Biomedicinska biblioteket)
- Biblioteca das Ciência da Saúde (Hälsovetarbackens bibliotek)
- Biblioteca das Ciências Humanas (Humanistiska biblioteket)
- Biblioteca da Economia (Ekonomiska biblioteket)
- Biblioteca da Arte (Konstbiblioteket)
- Biblioteca Pedagógica (Pedagogiska biblioteket)
- Biblioteca das Ciências Sociais (Samhällsvetenskapliga biblioteket)
- Biblioteca Nacional da Investigação sobre o Género (KvinnSam).

## História
A futura Biblioteca da Universidade de Gotemburgo teve a sua origem na biblioteca do Museu de Gotemburgo (‘’Göteborgs museum’’) instituído em 1861. Trinta anos mais tarde, em 1891 – com a abertura da Escola Superior de Gotemburgo (‘’Göteborgs högskola’’) – foi transferida para a Biblioteca da Cidade de Gotemburgo (‘’Göteborgs stadsbibliotek’’). A instituição tinha então um carácter científico e estava vocacionada para servir a escola superior e igualmente a população da cidade. Em 1961, a Biblioteca da Cidade de Gotemburgo foi integrada na Universidade de Gotemburgo e recebeu o nome de Biblioteca da Universidade de Gotemburgo.

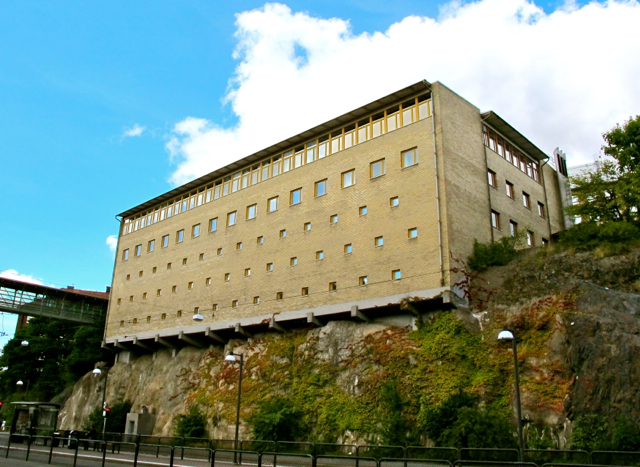
Biblioteca Biomédica
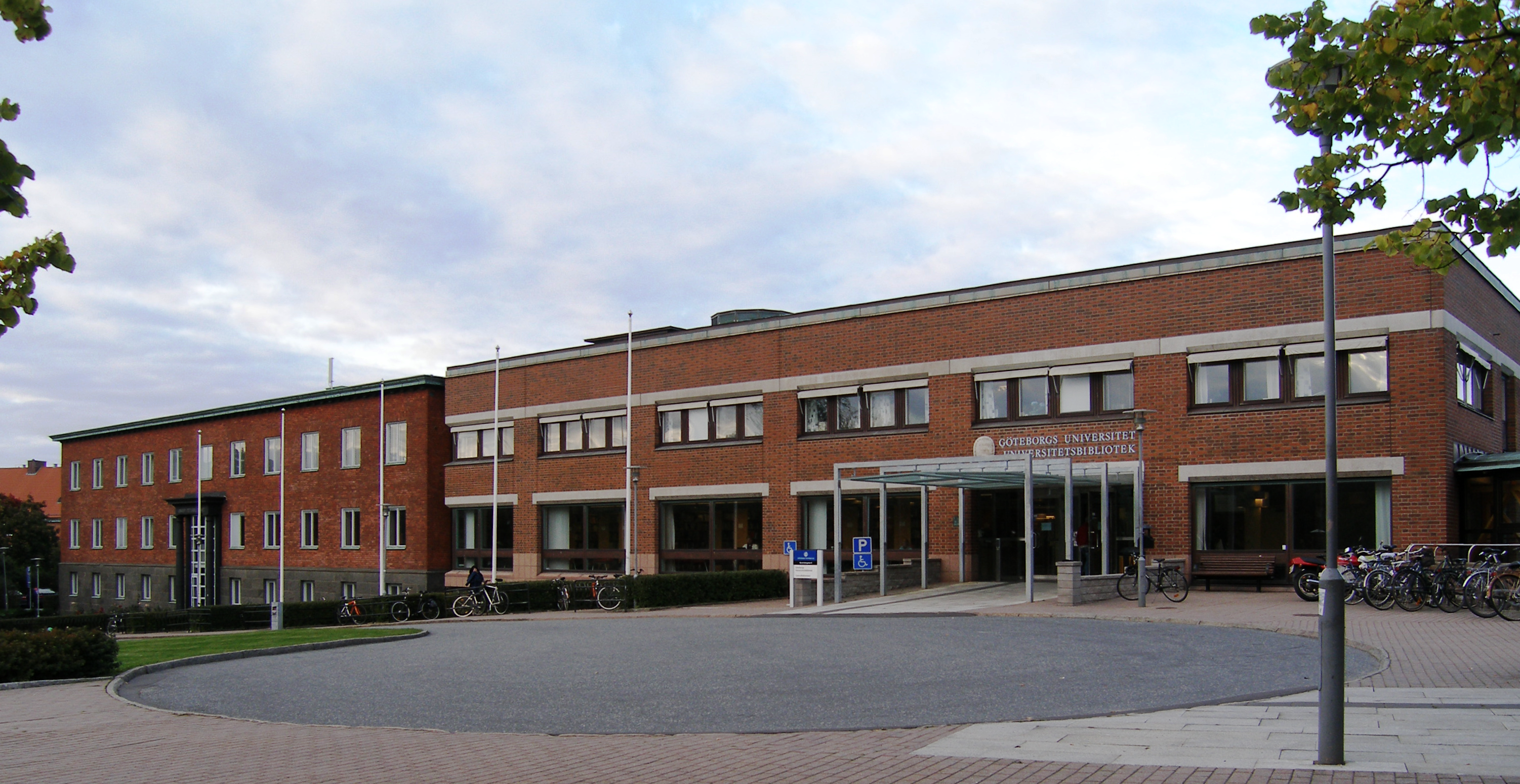
Biblioteca das Ciências Humanas
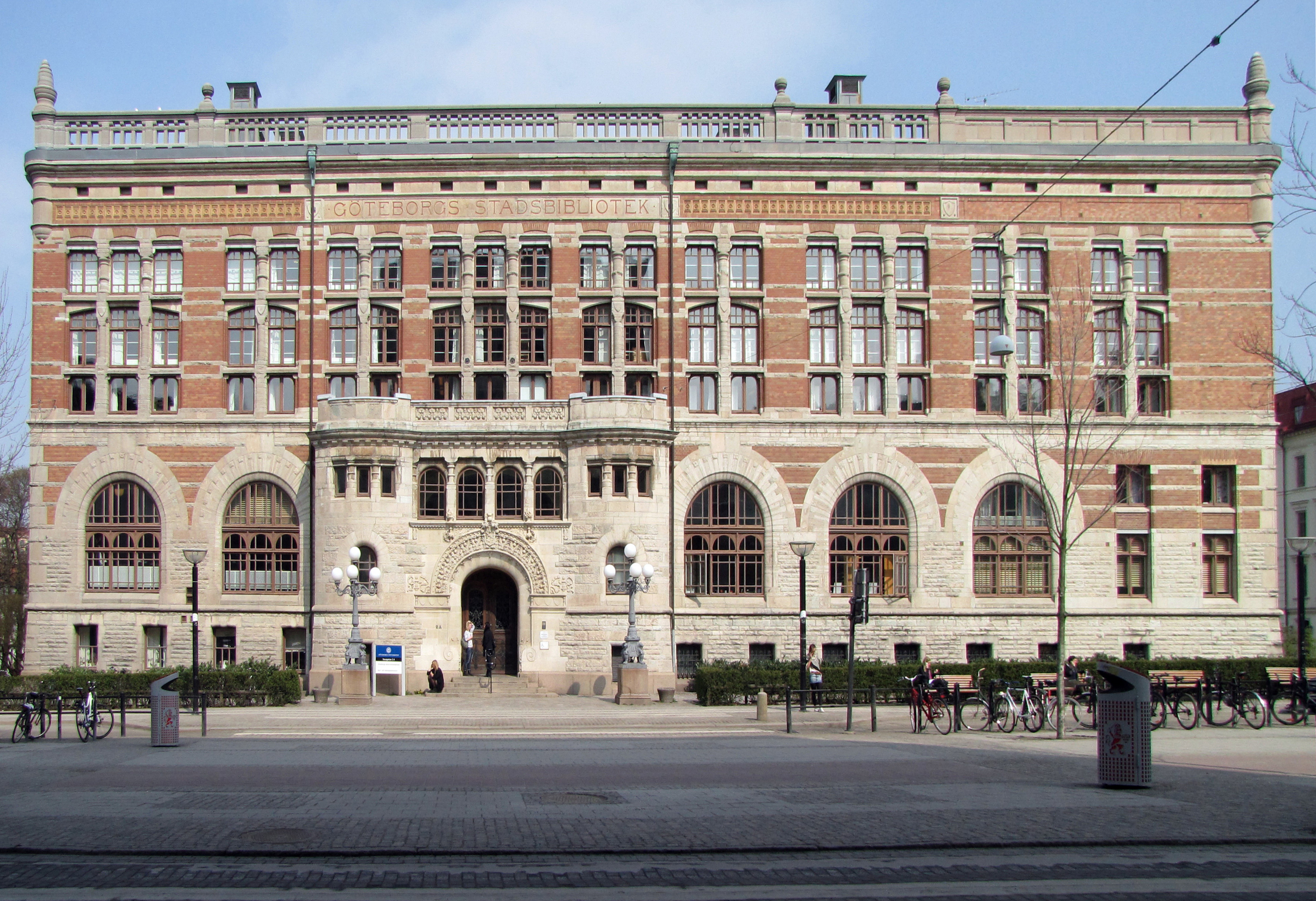
Biblioteca das Ciências Sociais
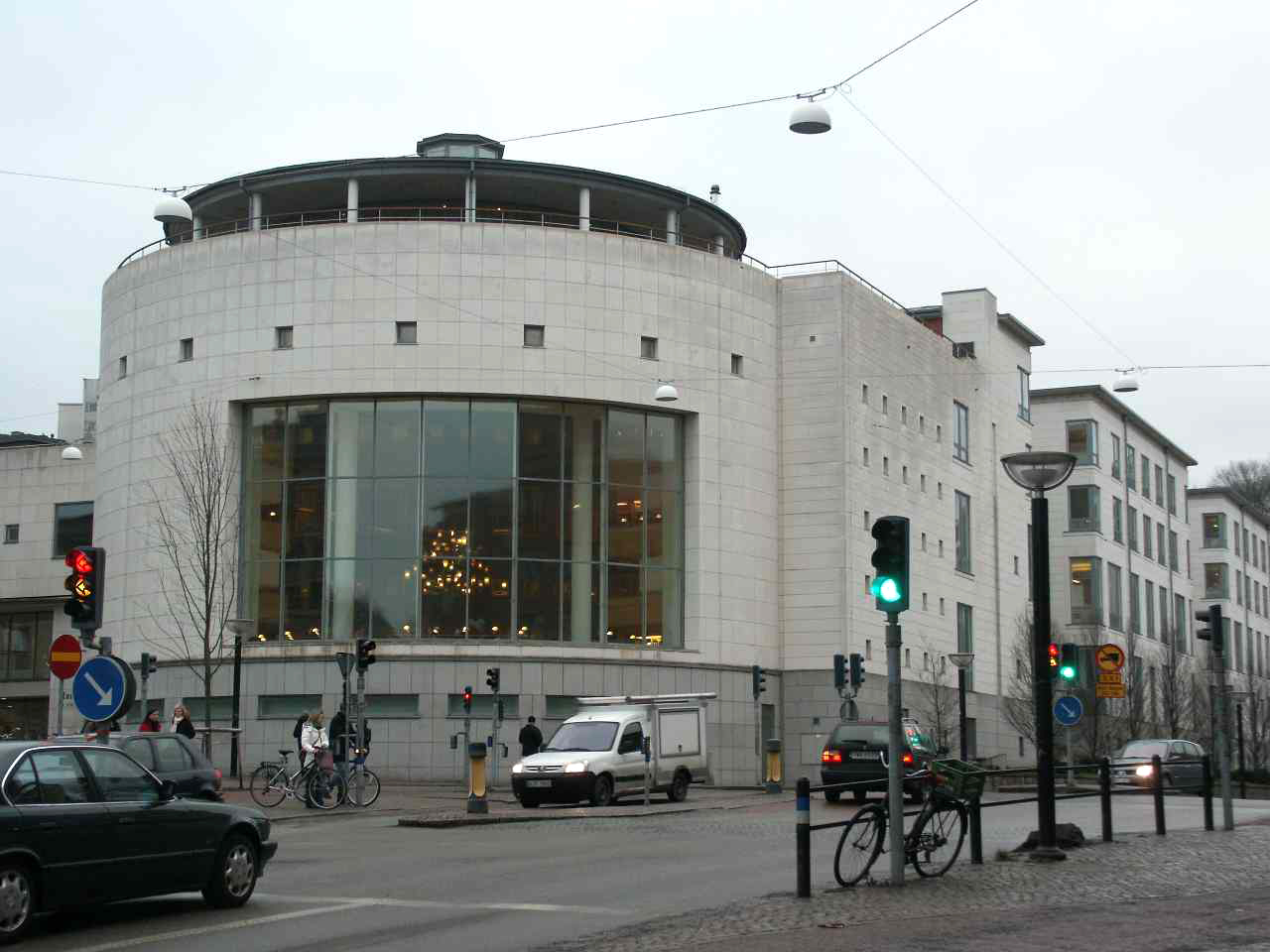
Biblioteca da Economia
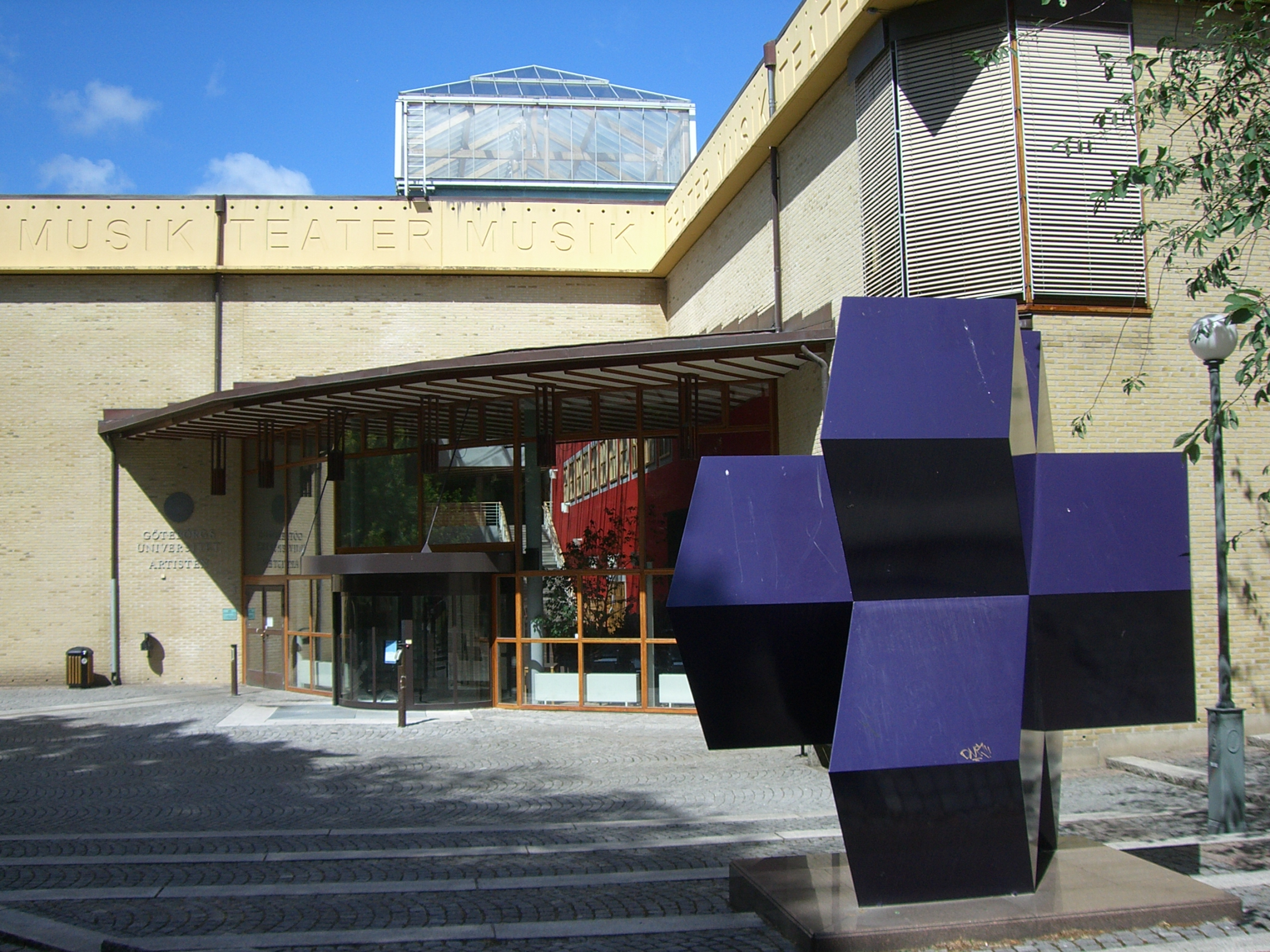
Biblioteca da Música e das Artes Dramáticas
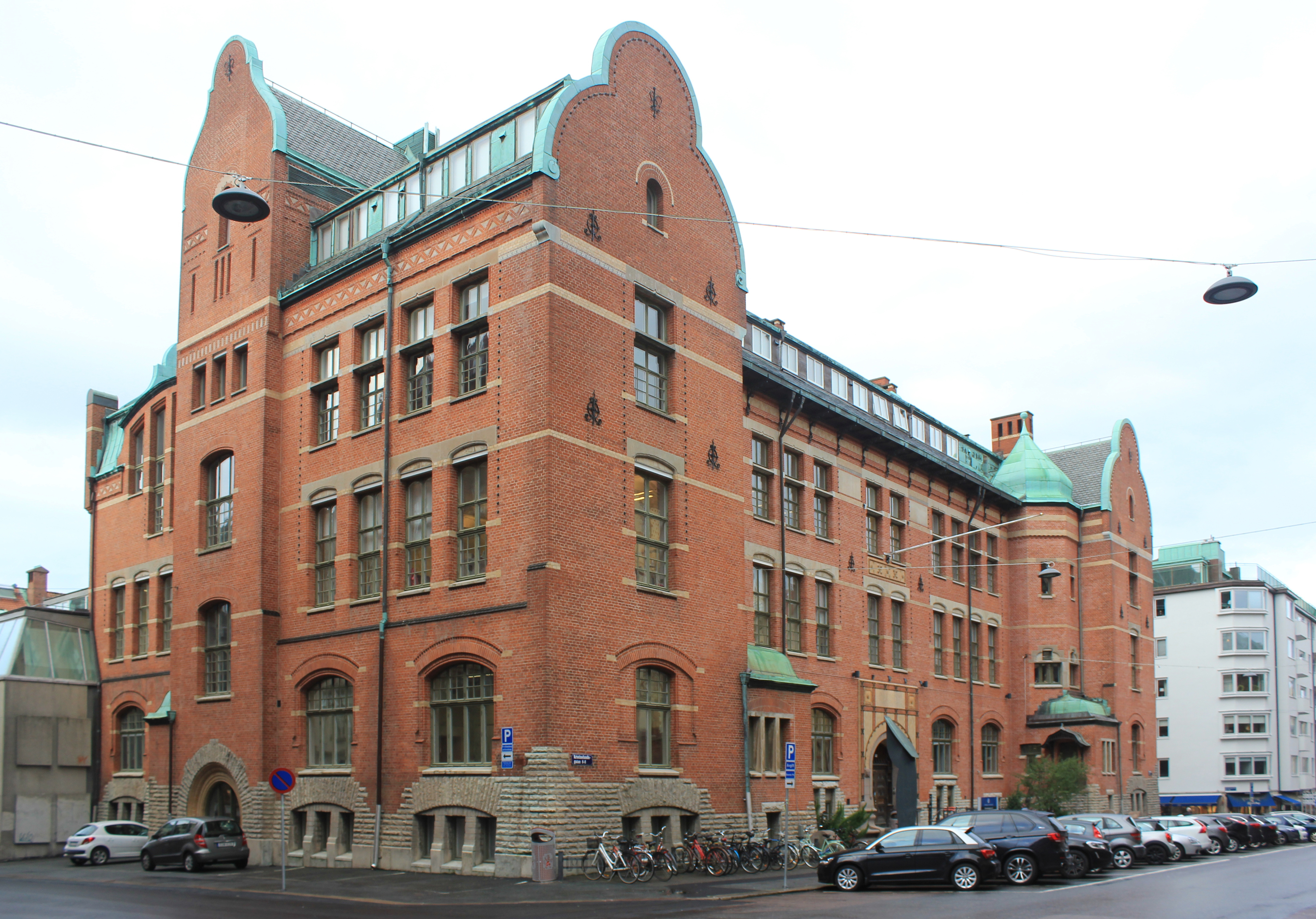
Biblioteca da Arte
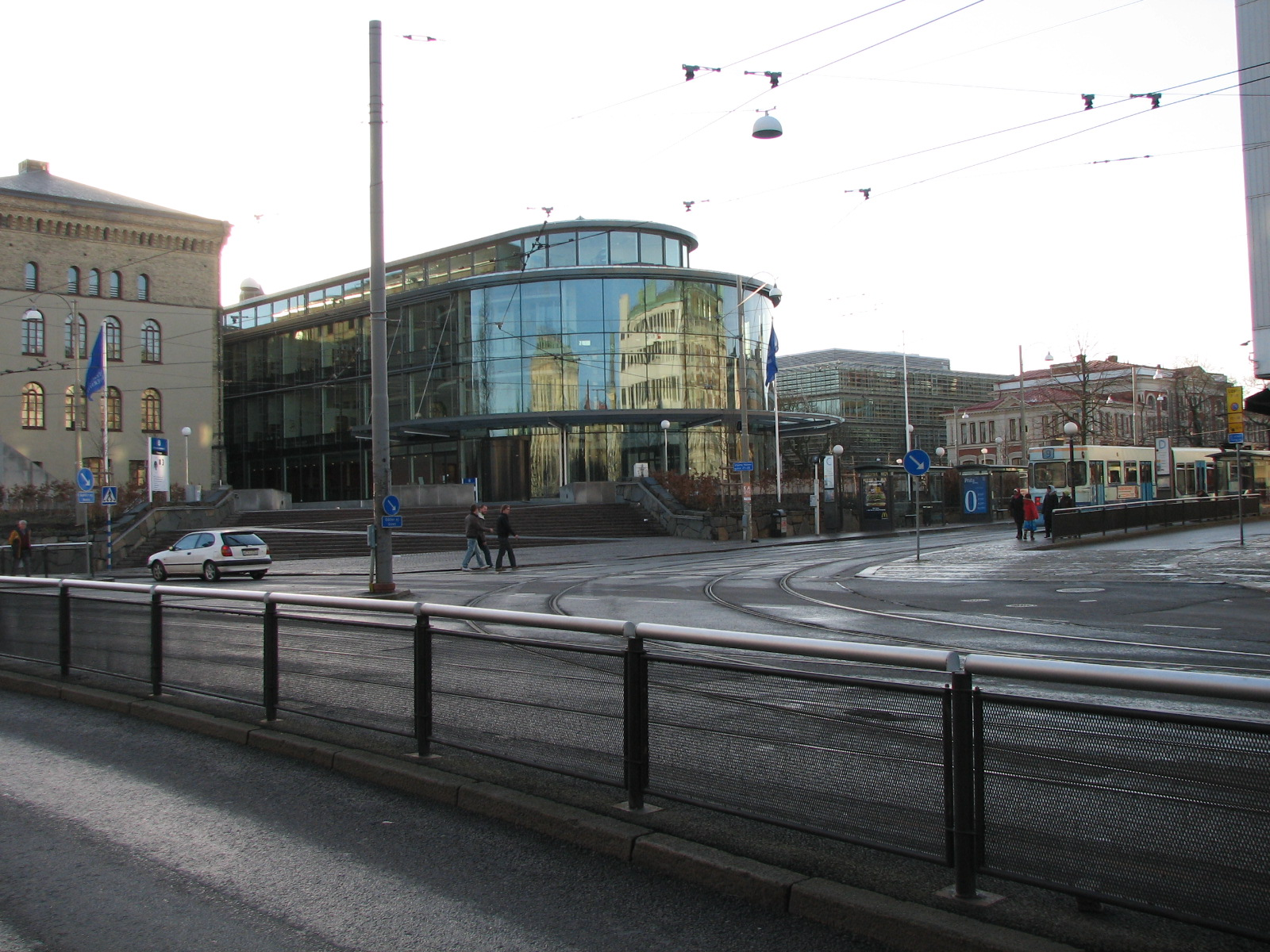
Biblioteca Pedagógica